# 昌斗站
昌斗站（韓語：창두역）是朝鮮民主主義人民共和國咸镜北道会宁市丰山里的一個鐵路車站，属于咸北线。

## 邻近车站
咸北线
丰山站 - 昌斗站 - 中岛站